# Streichzither

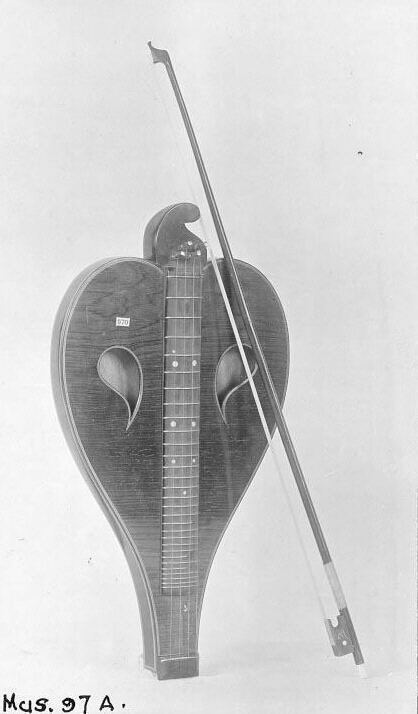
Herzförmige Streichzither nach Petzmayer

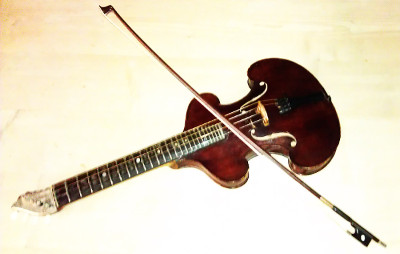
Streichmelodion

Die Streichzither, auch Schoßgeige, Tischgeige, Streichmelodion, ist ein im 19. Jahrhundert in Süddeutschland und Österreich eingeführtes Streichinstrument in Form einer Griffbrettzither mit einem herzförmigen oder eine altertümliche Bratsche imitierenden Resonanzkasten.

## Herkunft
Die herzförmige Streichzither wurde um 1823 von Johann Petzmayer, einem in seiner Zeit berühmten Zither- und Geigenspieler aus Niederösterreich, erfunden. Eine violinförmige Streichzithern (Streichmelodion) wurde von Leopold Breit in Brünn 1856 entwickelt.

## Bauform
Das Griffbrett der viersaitigen Streichzithern ist von Kastenhalslauten übernommen. Mehr oder weniger entfernte Vorläufer sind griffbrettlose Bordunzithern wie das Scheitholt, die einsaitige Griffbrettzither Psalmodikon in Skandinavien und die zweisaitige finnische Jouhikko, die wiederum den Übergang zu skandinavischen Streichleiern wie der Talharpa darstellt. Die Bauform der Streichzithern reicht von einem herzförmigen bis zu einem violinförmigen Resonanzkasten (Streichmelodion).
Die Streichzither wird wie die Konzertzither im Sitzen gespielt, jedoch mit einem Geigenbogen gestrichen, dazu auf einen Tisch über das Eck gelegt oder zwischen die Tischkante und den Schoß des Spielers gestützt. Das gewölbte Griffbrett mit Bünden wie bei einer Zither ist mit einem Dorn an der Tischkante fixiert und nimmt so dessen Resonanzboden mit.
Der Klang der Streichzither wirkt zart, leicht näselnd und liegt in der Tonhöhe zwischen Geige oder Bratsche (Stimmung entweder in e-a-d-g oder a-d-g-c).

## Verbreitung und Spielweise
Gespielt wird die Streichzither meist im Bereich der alpenländischen Volksmusik. Dieses vergleichsweise seltene Instrument wurde aber von den Tegernseer Musikanten (Kiem/Reiter/Holl) und dem Schlierseer Carl Schwarz gespielt und erreichte so über die Sendungen der Deutschen Stunde in Bayern in den 1920er und 1930er Jahren eine gewisse Bekanntheit. Zu den bekannten zeitgenössischen Spielern zählt der frühere Skirennläufer Markus Wasmeier und der Musikkabarettist Otto Göttler.